# Neochmia
Neochmia es un género de aves paseriformes de la familia Estrildidae. Son gregarios granívoros con picos cortos, gruesos, pero puntiagudos. 
El género contiene cuatro especies:
- Neochmia temporalis – diamante cejirrojo;
- Neochmia phaeton – diamante escarlata;
- Neochmia ruficauda – diamante colirrojo;
- Neochmia modesta – diamante modesto.

N. temporalis y N. modesta anteriormente se clasificaban en otros géneros.